# Billek
Billekar är ett samlingsnamn för lekar som utövas av bilpassagerare och som bygger på att fördriva tiden före och särskilt under bilfärder.
Typiska billekar går ofta ut på att observera egenskaper (färg, registreringsnummer, bilmärke, fordonstyp etc.) på fordon man möter och/eller passerar under bilresan. Billekarna innehåller ofta ett tävlingsmoment som går ut på att deltagarna räknar och samlar poäng för fordons olika egenskaper. Förutom fordon kan man räkna annat som kan tänkas synas på under färden. Ett anteckningsblock eller en anteckningsbok och en penna är lämpligt att ha till hands för att kunna utföra vissa av lekarna och för att sammanställa poäng.
Av trafiksäkerhetsskäl är det viktigt att bilföraren inte deltar i billekarna, utan koncentrerar sig helt på körningen.

## Exempel på billekar
Gul bil
Gul bil går ut på att hitta flest gula bilar. Den som ser en gul bil ropar "gul bil" och får en poäng. Den som samlar flest poäng vinner. I början av 2020-talet rapporterades att det blivit allt svårare att hitta gula bilar. I Sverige fanns då 42 000 gula bilar registrerade jämfört med 60 000 bilar år 2014. Chansen att hitta en gul bil i Sverige år 2020 var 0,85 procent. Störst andel gula bilar i Sverige fanns då på Gotland och lägst andel i Stockholms län.
Det finns även en variant som maktlek, även kallad box delivery. Den går främst ut på att fysiskt slå sina medtävlare när man ser en gul bil.
Hitta vägmärket
En billek kan ofta gå ut på att man skall vara den förste att hitta ett visst vägmärke längs vägen. Man kan till exempel spana efter den första skylten som bär namnet på orten som man är på väg till.
Sitta shotgun
Att sitta shotgun eller bara shotgun är en sorts billek som är vanlig i USA och går ut på att reservera platsen bredvid föraren genom att först säga "shotgun". Shotgun (hagelgevär) är även en informell benämning på platsen, möjligen från äldre tider då det ofta satt en medhjälpare till kusken bredvid honom eller henne med ett hagelgevär för att skydda mot rövare och liknande. Namnet kan också komma från att det är just på denna plats i polisbilar i USA hagelgeväret förvaras. I Sverige har det varit vanligt att "paxa" framsätet enligt samma princip. Ibland kan det förekomma tilläggsregler som att man måste vara utomhus eller barfota för att kunna reservera platsen, annars blir man diskvalificerad. Leken kan vara svår att genomföra om en familj har bestämda platser i bilen eller om exempelvis en person med funktionsnedsättning eller som är åksjuk behöver sitta i framsätet.

### Exempel på andra billekar
- Arga leken
- Ett skepp kommer lastat (även bokstavsleken)
- Hänga gubbe
- Luffarschack
- Platespotting
- Sten, sax, påse
- Tysta leken